# オクムラ書店
有限会社オクムラ書店（オクムラしょてん）は、日本の出版社。1951年に東京都千代田区神田多町で創業。学校ガイドなど、教育関連の書籍を主に出版している。

## 書籍

### 専門学校案内
- 全国専修・各種学校案内
- 東京専門学校案内

### 大学編入・社会人入試案内
- 総ガイド　全国大学編入・転部　07年度版
- 大学編入・社会人入試　これが出る！問題集
- 大学編入・社会人入試　これだけ！小論文
- 大学編入必勝マニュアル　第三版
- まるわかり！大学編入
- 看護師ならば 働きながら １年くらいでほぼ医師みたいな特定看護師になれる本 ISBN 4860531388

### 大学院・臨床心理士指定大学院関連書籍
- 大学院必勝マニュアル　第三版
- これで書ける！大学院研究計画書攻略法
- 臨床心理士・指定大学院合格のための　心理学キーワード辞典
- 臨床心理士・指定大学院合格のための　心理学問題集
- 臨床心理士・指定大学院合格のための　心理学テキスト
- 臨床心理士を目指す人の　指定大学院完全ガイド　06〜07年度版
- すっごーく簡単！0からの心理統計
- 心理英語問題集

### 不登校・大検・高認サポート校関連書籍
- 中学卒・高校中退からの進学総ガイド ISBN 4860530586
- 「新」学校百景〜フリースクール探訪記〜 ISBN 4900320773
- すぐに解決！子ども緊急事態Q&A ISBN 4900320161
- ひきこもり・不登校の処方箋〜心のカギを開くヒント〜 ISBN 4860530187
- 池上彰が聞く　僕たちが学校に行かなかった理由 ISBN 4860530144
- 小中学生・不登校生のための　フリースクールガイド　全国版 ISBN 4900320153
- 中卒・中退・不登校 誰でもイキナリ大学生 ISBN 4860530683
- これならできる！高認合格“超基本”テキスト ISBN 4860530802

### インターナショナルスクール関連書籍
- 全国版　インターナショナルスクール活用ガイド
- ここが知りたい！インターナショナルスクール入学準備ガイド
- どうしてこんなにできる子ばかり？〜LCAインターナショナルスクールの教育〜

### その他
- 0才〜6才の幼児スクールガイド首都圏版  ISBN 4860530241
- 総ガイド高校新入学転編入  ISBN 4860530616
- ありがとうMy Dog  ISBN 4860530306
- ごきぶり撲滅大作戦〜役立つ！笑える！退治マニュアル〜  ISBN 4860530012
- 池上彰のメディア・リテラシー入門 ISBN 4860530721
- NHKをぶっ壊す! 受信料不払い編 ISBN 4860531310